# 雨樹之國
《雨樹之國》（日語：レインツリーの国）為日本作家有川浩的小説。原為2006年9月出版的小說《圖書館戰爭》的作中作（虛構小説），之後修改內容，改寫為戀愛小説，2006年9月29日由新潮社出版單行本。2009年7月1日發行新潮文庫版。2015年9月24日由角川書店發行文庫版。2007年由NHK改編為廣播劇，2015年改編為同名電影。

## 故事概要
這是一個愛好小說的男性「伸」（向坂伸行）行與某個部落格上的女性版主「瞳」（人見利香，「瞳」及「人見」在日語中同音，都讀作Hitomi）交流，進而相識相知進而相戀的故事。
瞳過去在登山途中發生滑落事故，兩耳因此有了聽力障礙的後遺症，需要靠助聽器來維持聽力。伸因為某本書鼓起勇氣向她提出見面的要求，兩人開始約會。但是在約會過程中，她的一舉一動讓他倍感疑惑：要求去人不多且安靜的餐廳用餐；似乎聽不清楚他說的話，總要一再的確認；堅持要看有字幕的電影……看完電影，伸與瞳一同搭電梯，電梯因人數過多發出超重警告聲，瞳卻像沒事一樣的依舊站在電梯內，伸生氣的伸將她拉出來後，嚴厲的責備了她一頓。難過的瞳低頭向伸道歉，這時的伸才察覺事情的真相……

## 登場人物
向坂伸行
男主角。家中經營美容院。關西出身，說話帶有大阪腔。高中時父親因腦腫瘤過世。最喜歡的小說是《Fairy Game》，這本小說也成為他與人見利香建立起關係的橋梁。
人見利香
女主角。部落格「雨樹之國」版主。高一時與雙親在登山途中發生滑落事故，兩耳因此有了聽力障礙的後遺症，需要靠助聽器來維持聽力。為了不讓人發現戴在耳朵上的助聽器，她以一頭厚重的長髮遮掩。個性內向。

## 書籍出版情報

### 日文版
- 單行本：新潮社，2006年9月29日出版，ISBN 9784103018711
- 文庫本：新潮文庫，2013年12月21日出版，ISBN 9784101276311
- 文庫本：角川文庫，2015年9月24日出版，ISBN 9784041034323

### 台灣中文版
- 新雨出版社，譯者：許金玉，2011年5月31日出版，ISBN 9789862270813
- 新雨出版社，譯者：許金玉，2020年3月18日出版，ISBN 9789862272756

## 廣播劇
2007年6月9日於NHK-FM播出。由赤星正則、前田亞季主演。

### 製作團隊
- 原作：有川浩
- 角色：山本雄史
- 導演：佃尚能

## 電影
改編電影於2015年11月21日上映。因角色設定為關西出身、習慣講大阪腔的男子，男主角玉森裕太於本片中首度挑戰大阪腔的對白。日劇《半澤直樹》中飾演金融廳檢查官的片岡愛之助在片中飾演醫師一角。由《阪急電車》、《來觀光吧！縣廳款待課》導演三宅喜重執導。本片為玉森裕太及西內麻里亞的電影處女作。

### 登場人物
- 向坂伸行：玉森裕太（Kis-My-Ft2）
- 人見利香：西內麻里亞
- 美沙子：森寬和
- 井出廣太：阿部丈二
- 向坂宏一：山崎樹範
- 人見健次郎：矢島健一
- 人見由香里：麻生祐未
- 向坂豐：大杉漣
- 向坂文子：高畑淳子
- 澤井徹：片岡愛之助（特別演出）

### 製作團隊
- 原作：有川浩
- 劇本：渡邊千繪
- 導演：三宅喜重
- 音樂：菅野祐悟
- 攝影：柳田裕男
- 剪輯：普嶋信一
- 主題歌：Kis-My-Ft2「最後もやっぱり君」（avex trax）[8]
- 企劃協助：新潮社
- 發行：Showgate
- 製作公司：CoCoon
- 製作：「雨樹之國」製作委員會（關西電視台、Showgate、J dream Inc.、博報堂DY媒體夥伴公司、NatureLab）

## 外部連結
- 雨樹之國－小說版官方網站（新潮社）
- 雨樹之國－小說版官方網站（角川書店） （页面存档备份，存于）
- 雨樹之國－電影版官方網站